# 中國宗族史
宗族是早期部落（tribe）的概念，亦称“家族”、“族”。漢人的宗族中女姓只是男性的附庸，所谓“妇女有三从之义，无专门之道”，《尔雅·释亲》稱：“父之党为宗族。”有时「宗族」和「家族」互相混淆使用。宗族建有祠堂祭祀共同的祖先。

## 三代
《尚书》载，“克明俊德，以亲九族；九族既睦，平章百姓；百姓昭明，协和万邦。黎民于变时雍”。
《左传·僖公二十四年》：“召穆公思周德之不类，故纠合宗族于成周而作诗。”
周代已有史官修譜制度，《世本·帝系篇》記錄黃帝至春秋歷代帝王公侯卿大夫的姓氏起源，重點在於“奠系世，辨昭穆”。久佚，清朝有輯本。
《史记·太史公自序》：“维三代尚矣，年纪不可考，盖取之谱牒旧闻，本于兹”。

## 漢朝
《汉书·韦玄成传》：“宗族至吏二千石者十余人。”
《后汉书·天文志上》：“夷灭述妻宗族万余人以上。”

## 魏晉南北朝
魏晋南北朝重门阀，推行九品中正制，中央与地方均设谱局，“考之簿世然后授任”，“有司选举，必稽谱牒”，“官之选举，必由于簿状，家之婚姻，必由于谱系”。是以，修谱之风兴盛，贾弼之“广集众家， 大搜群族”，撰有《十八州士族谱》百帙，共七百余卷，王僧孺撰有《十八州谱》七百一十卷、《百家谱集抄》十五卷、《东南谱集抄》十卷。又有贾渊与王俭共同参撰《百家谱》，贾渊本人則撰有《氏族要状》、《人名书》等谱牒。
挚虞为京兆大族，其父挚模曾任曹魏太仆卿。挚虞以為當時世家大族，其子孙已不能明白祖先的事迹，故撰有《族姓昭穆》十卷。
南齐时，齐武帝打算以萧鸾为吏部尚书，王晏反对說他不熟悉“详练谱牒”。
當時士族连姻，要先查谱牒。宋文帝為庶族出身，为了攀上士族，竟與彭城士族刘延孙合族，延孙無法反對，只好接受。王源与满璋两家通婚，牽線人刘嗣之称满氏为高平旧族，再“索璋之簿阀”查核，卻“士庶莫辨”。

## 唐朝
唐代始有设立族田、族产之舉。
唐初撰修族姓成為一种时尚，唐太宗執政不久，即下令高士廉、韦挺、令狐德棻、岑文本等修《氏族志》，贞观十二年（638年）奏上《氏族志》 一百三十卷，唐太宗看了很不滿意，不准沿袭南北朝以来以山东士族为高门的惯例，指示按照“止取今日官爵高下作等级”。又如林宝著有《元和姓纂》。
唐中宗命柳冲与左仆射魏元忠及史官张锡、徐坚、吴耀等八人依据《氏族志》重撰《姓族系录》二百卷。柳芳在秘阁见到《姓族系录》，非常喜爱，另撰成《开元谱》二十卷。
唐朝宗谱遭到兵戎之禍，至今已荡然无存，但仍保留有《河南于氏家谱后序》等文献。

## 宋朝
宋朝以後，宗族開始組織化。宋儒程颐和朱熹不約而同的提出祠堂制度。

## 遼朝
《辽史》卷45《百官志一》稱“百官择人，必先宗姓”。

## 清朝
清代的宗族觀念達到鼎盛，宗族观念十分强烈，族譜详细记载着全族男子的名讳、字号、生辰八字、卒年，“至于讳某宇，娶某氏，生几子，葬某处，寿若干、咸备载于后，庶几可示后昆。”，“祖茔， 或绘形胜地图， 或书世系格内， 某山某向， 坐落某处， 庶免侵占． 志不忘也。 ”。甚至記載家族偉業，《袁氏宗谱》记载：“我祖功垂史册，爵显天朝。著卧雪之清操，布仁风之善政……钦赐铜釜至宝传家，分徙栗岗根基稳厚。先分九岗，居九子。后有双港复双溪。……於是记世系而并记铜锅焉。”，族人做了坏事，不准写进家谱， “违者许房长鸣祠处治”。许多家族规定家谱“三十年一修”，“族谱重修刻板后，每十年汇稿，三十年续倍，补刻刷印，附装谱后，以免久远难稽。 ”。
《绍兴县志资料第一韩》记载：“张渭，字春江，山阴庠生，习法家言，历就刑席，办理积案，平反冤狱，有声于时。馆谷所人，除事畜并抚养弟家外，悉以赀助族党间之无力婚嫁者及丧葬者……。”
章学诚《汪泰岩家传》亦言；“啟諱宗魯，字泰岩，號繼元，世居蕭山之大義村。……方君游幕有名，館穀所入，不使有餘蓄，三黨宗親，有孤弱者植之，老而貧者贍之。汪氏數世同一宅居，宅毀於火，眾力不給，君為輯其堂構，以為毋失先人舊。繼母邱，有弟行賈遠去，數十年不復相聞，君游山西，微得之，時邱年己五十，未有室家，君亟使使持金，往助其昏……。”

## 中華民國
1924年1月中国国民党第一次全国代表大会在广州举行。孫中山在广州国立高等师范学校礼堂三民主義演講中曾表示：“民族主義就是國族主義。中國人最崇拜的是家族主義和宗族主義，所以中國只有家族主義和宗族主義，沒有國族主義。”

## 中華人民共和國
土地改革後，传统族长制知名度废除，族规荡然无存。